# Jack-Jack Attack
Jack-Jack Attack (El ataque de Jack Jack en Hispanoamérica y Jack Jack ataca en España) es un cortometraje spin-off de 2005 que resulta de la película Los Increíbles. 
Este cortometraje dura aproximadamente 5 minutos.

## Argumento
En este cortometraje se muestra que luego que Elastigirl cortara su llamada con Kari debido al ataque de su jet en la película, Jack Jack empieza a mostrar sus poderes cuando su niñera Kari lo cuida, mostrando varios poderes, entre los cuales figuran: teletransporte, levitación, convertirse en fuego, volverse de metal, visión de rayos láser, atravesar paredes e incluso caminar sobre ellas, transformarse en un monstruo, etc. Ante lo que Kari en repetidas ocasiones intenta llamar a Elastigirl, sin recibir respuesta. Cuando Kari finalmente no puede contener la presión  de cuidar al pequeño Jack-Jack, inadvertidamente se aparece Síndrome en la puerta y se lo entrega pensando que es su reemplazo y preguntando por su traje con la letra “S” y finge que significa "Siter" ("Niñera" en español, traducido como ''Santa Claus'' en Hispanoamérica y como "Súper C" en España) y que finalmente huye del lugar asustada, finalizada la historia de lo que pasó rápidamente Rick Dicker le borra la memoria para piense que los últimos eventos jamás ocurrieron.
Al igual que BURN-E, la acción de este corto tiene lugar durante el transcurso de la película.